# 小行星4258
小行星4258（英語：4258 Ryazanov）是一颗围绕太阳公转的小行星。1987年9月1日，柳德米拉·卡拉季奇在克里米亚发现了此天体。
这颗小行星的绝对星等为273.45989等。